# Манакін
Манакін (Pipra) — рід горобцеподібних птахів родини манакінових (Pipridae). Включає 3 види.

## Назва
Родова назва «Pipra» походить від грецького «pipra»: невеликий птах, згаданий Аристотелем та іншими авторами, але ніколи належним чином не ідентифікований.

## Поширення
Представники роду поширені в Південній Америці. Мешкають у внутрішніх районах вологих лісів, переважно на низьких висотах.

## Опис
Невеликі птахи, завдовжки близько 11 см в довжину, з короткими хвостами. Самці мають барвисте оперення. Самиці мають тьмяне забарвлення, подібне у всіх видів і їх важко відрізнити поза межами ареалу.

## Види
- Манакін малиновий (Pipra aureola)
- Манакін смугохвостий (Pipra fasciicauda)
- Манакін ниткохвостий (Pipra filicauda)